# Novato
Novato is een plaats (city) in de Amerikaanse staat Californië, en valt bestuurlijk gezien onder Marin County.

## Demografie
Bij de volkstelling in 2000 werd het aantal inwoners vastgesteld op 47.630.
In 2006 is het aantal inwoners door het United States Census Bureau geschat op 51.518, een stijging van 3888 (8.2%).

## Geografie
Volgens het United States Census Bureau beslaat de plaats een oppervlakte van
73,2 km², waarvan 71,8 km² land en 1,4 km² water. Novato ligt op ongeveer 42 m boven zeeniveau.

## Geboren in Novato
- Michael Donley (1952), politicus
- Brande Roderick (1973), actrice en model

## Overleden in Novato
- Andrea Bodó (1934-2022), Hongaars turnster
- Richard 'Dimples' Fields (1942-2000), zanger
- Sacheen Littlefeather (1946-2022), actrice, model, activiste
- Joe Rosenthal (1911-2006), fotograaf

## Plaatsen in de nabije omgeving
De onderstaande figuur toont nabijgelegen plaatsen in een straal van 16 km rond Novato.